# Кокшага (Кокшагское сельское поселение)
Кокшага — село в Кикнурском районе Кировской области.

## География
Находится на расстоянии примерно 19 км по прямой на север-северо-восток от райцентра поселка  Кикнур.

## История
Село известно с 1858 года, когда здесь начала строиться Троицкая церковь, в 1873 году в селе (Аракнур или Кокшага) было учтено дворов 30 и жителей 236, в 1905 35 и 258, в 1926 66 и 299, в 1950 51 и 204, в 1989 проживало 473 жителя. Настоящее название закрепилось с 1939 года. До января 2020 года входила в Кикнурское сельское поселение до его упразднения.

## Население
Постоянное население  составляло 421 человек (русские 92%) в 2002 году, 326 в 2010.

## Известные уроженцы и жители
- Чарушина, Анна Дмитриевна, ур. Кувшинская (1851 – 1909) — дочь священника Троицкой церкви Дмитрия Поликарповича Кувшинского. Слушательница Женских медицинских курсов, участница кружка чайковцев, осуждённая по делу 193-х, первая жена народника Николая Аполлоновича Чарушина.